# Bewitched (álbum)
Bewitched é o segundo álbum de estúdio da cantora e compositora islandesa Laufey, lançado em 8 de setembro de 2023 pela gravadora AWAL. Descrito pela própria artista como "um álbum sobre o amor — seja por um amigo, um parceiro ou pela vida", o disco aborda diversas facetas do romance.
Musicalmente, Bewitched é composto por baladas de jazz pop, escritas majoritariamente por Laufey e seu colaborador Spencer Stewart, com produção da dupla ao lado da Philharmonia Orchestra e Dan Wilson. O álbum recebeu aclamação da crítica, sendo elogiado por sua abordagem moderna ao jazz e por sua aura nostálgica. A habilidade técnica de Laufey também foi frequentemente destacada nas resenhas. O trabalho venceu o prêmio de Melhor Álbum de Vocal de Pop Tradicional na 66ª edição do Grammy Awards.
Quatro singles precederam o lançamento: "From the Start", "Promise", "Bewitched" e "California and Me", sendo o primeiro o primeiro sucesso de Laufey a figurar em paradas musicais. O álbum alcançou o topo das paradas na Islândia, além de marcar presença em rankings da Austrália, Canadá, Reino Unido, Estados Unidos, entre outros países. Em 2024, a artista iniciou a turnê mundial Bewitched Tour para promover o álbum.
Em 6 de março de 2024, foi anunciada uma reedição do disco, intitulada Bewitched: The Goddess Edition, precedida pelo single "Goddess".

## Antecedentes
Ao anunciar o álbum, Laufey o descreveu como "um disco sobre o amor", contrastando-o com seu álbum anterior, que tratava sobre crescer e entrar na vida adulta. Ela afirmou que, após viver um pouco mais da vida, passou a escrever sobre "a magia de amar sendo jovem".
Pouco antes do lançamento, a cantora disponibilizou a partitura oficial do álbum para os fãs.

## Recepção crítica
| Críticas profissionais | Críticas profissionais |
| Pontuações agregadas   | Pontuações agregadas   |
| Fonte                  | Avaliação              |
| ---------------------- | ---------------------- |
| Metacritic             | 83/100                 |
| Avaliações da crítica  |                        |
| Fonte                  | Avaliação              |
| DIY                    | [ 2 ]                  |
| The Line of Best Fit   | 8/10                   |
| NME                    | [ 4 ]                  |
| Pitchfork              | 7.0/10                 |
| Uncut                  | 8/10                   |

Bewitched recebeu aclamação universal, alcançando nota 83 no Metacritic com base em seis avaliações. O NME descreveu o álbum como "confiante e ambicioso", com Laufey brilhando tecnicamente. Uncut comparou o disco aos melhores trabalhos de Norah Jones. O Pitchfork afirmou que o álbum usa o jazz como ferramenta para criar uma atmosfera atemporal, e o DIY elogiou a voz e o carisma da cantora.

## Desempenho comercial
O álbum estreou na 23ª posição da Billboard 200, com 23 mil unidades equivalentes vendidas, e liderou a parada de álbuns de jazz nos EUA.

## Lista de faixas
| N.º            | Título                                           | Duração |  |
| 1.             | "Dreamer"                                        | 3:30    |  |
| 2.             | "Second Best"                                    | 3:24    |  |
| 3.             | "Haunted"                                        | 3:20    |  |
| 4.             | "Must Be Love"                                   | 3:04    |  |
| 5.             | "While You Were Sleeping"                        | 2:57    |  |
| 6.             | "Lovesick"                                       | 3:45    |  |
| 7.             | "California and Me" (com Philharmonia Orchestra) | 3:36    |  |
| 8.             | "Nocturne" (Interlúdio)                          | 2:24    |  |
| 9.             | "Promise"                                        | 3:54    |  |
| 10.            | "From the Start"                                 | 2:49    |  |
| 11.            | "Misty"                                          | 3:29    |  |
| 12.            | "Serendipity"                                    | 3:39    |  |
| 13.            | "Letter to My 13 Year Old Self"                  | 4:22    |  |
| 14.            | "Bewitched"                                      | 4:06    |  |
| Duração total: | Duração total:                                   | 48:19   |  |

### Edição especial –The Goddess Edition
| N.º            | Título                   | Duração |  |
| 15.            | "Bored"                  | 3:33    |  |
| 16.            | "Trouble"                | 2:51    |  |
| 17.            | "It Could Happen to You" | 2:07    |  |
| 18.            | "Goddess"                | 4:27    |  |
| Duração total: | Duração total:           | 61:17   |  |

## Certificações
| Região                | Certificação | Vendas   |
| --------------------- | ------------ | -------- |
| Islândia (FHF)        | —            | 2 405    |
| Reino Unido (BPI)     | Prata        | 60 000‡  |
| Estados Unidos (RIAA) | Ouro         | 500 000‡ |